# Heinrich Abegg (Mediziner)

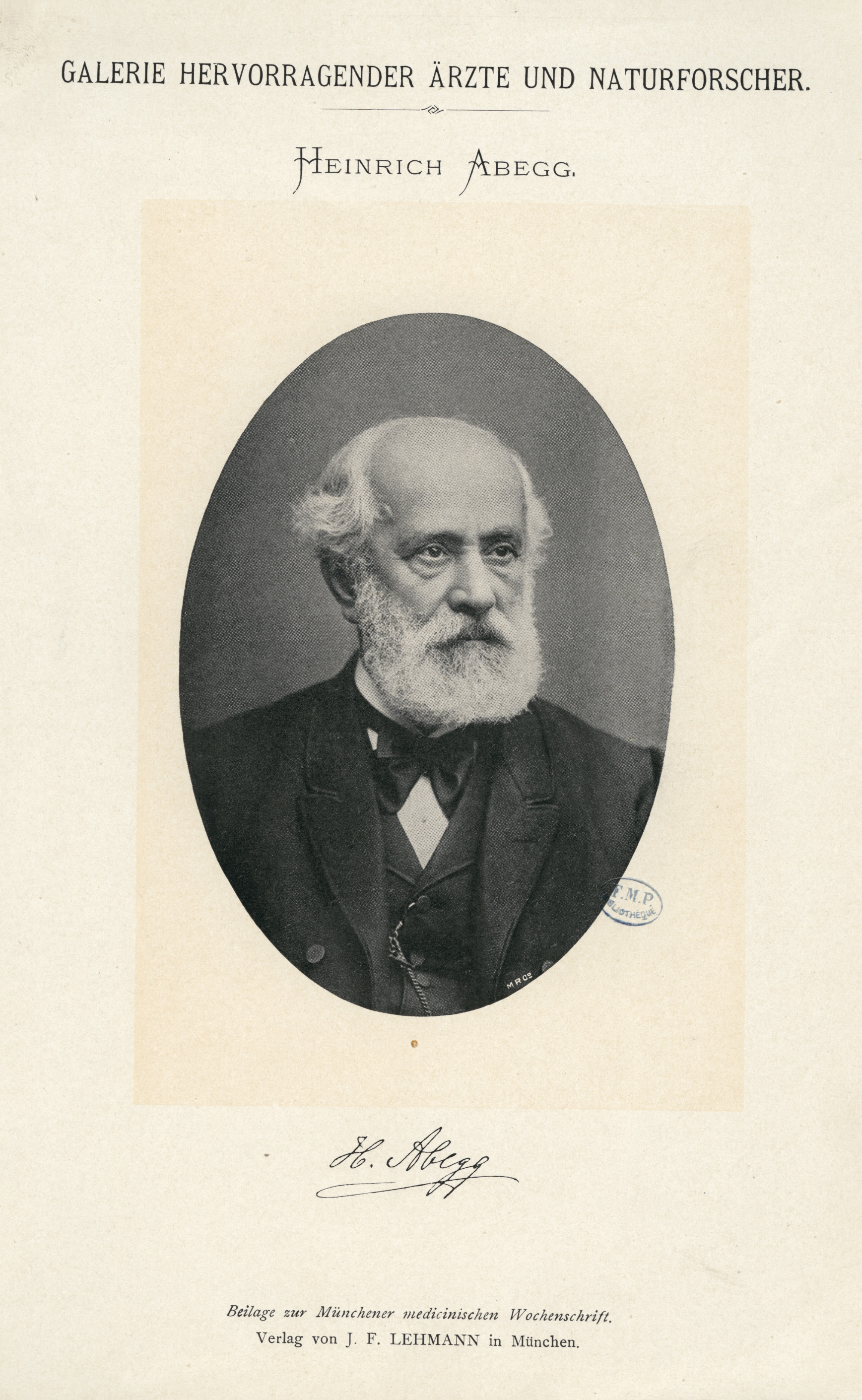
Heinrich Abegg

Georg Friedrich Heinrich Abegg (* 19. März 1826 in Königsberg i. Pr.; † 3. Oktober 1900 in Wiesbaden) war ein deutscher Arzt und Geburtshelfer in Danzig. Er war fast 50 Jahre Mitglied im Medizinalkollegium der Provinz Westpreußen.

## Leben
Als Sohn von Julius Abegg besuchte Abegg das Maria-Magdalenen-Gymnasium. Ostern 1844 bestand er die Reifeprüfung. Er studierte an der Universität Breslau und der Ruprecht-Karls-Universität Heidelberg Medizin. In Breslau lernte er Joseph Victor von Scheffel kennen. Zeitlebens blieb er mit ihm freundschaftlich verbunden.  Mit einer ausgezeichneten Doktorarbeit wurde er am 2. Juni 1848 in Breslau zum Dr. med. promoviert. Nach dem Staatsexamen im selben Jahr betrieb er seine weitere Ausbildung in Prag, Wien und Würzburg. Er beteiligte sich an der Bekämpfung der Choleraepidemie in Schlesien. Anschließend wurde er Militärarzt in Breslau, Neisse und Schweidnitz.
1851 nach Danzig versetzt, blieb Abegg für die Dauer seines Berufslebens in der Stadt. Er wurde einer von drei Armenärzten. 1856 trat er in die Naturforschende Gesellschaft in Danzig ein, in der er sich zeitlebens engagierte. 1857  übernahm er die Leitung des Diakonissenhauses. Seit 1863 zweiter Lehrer an der Hebammen-Lehranstalt, fand Abegg hier seine eigentliche Berufung als Arzt. Drei Jahre später wurde er Direktor des Königlichen Provinzial-Hebammeninstituts. 1835–1850 war Carl von Siebold in dieser Stellung gewesen. Das Institut lag im Osten der Danziger Altstadt, in der Niederstadt, in der Straße Langgarten. Bereits 1819 auf Initiative von Franz Christian Brunatti in Danzig angesiedelt, war es inzwischen veraltet. Abegg betrieb 1878 einen Neubau im Westen der Stadt, in der Sandgrube. Er wurde 1880 als Provinzial-Hebammen-Lehranstalt in Betrieb genommen. Ganz allgemein hatte die Wiedereinrichtung der preußischen Provinz Westpreußen mit der Hauptstadt Danzig im Jahre 1878 zu einer Aufbruchstimmung im ganzen Lande geführt. Abegg sah sich in einer besonderen Weise ausgezeichnet, indem er im selben Jahr in das neu gegründete Medizinalkollegium der Provinz Westpreußen berufen wurde.
Nach 20-jähriger Mitgliedschaft in der Naturforschenden Gesellschaft (NFG) gründete er deren medizinische Sektion als zweite von später insgesamt neun Sektionen, die ihre erste Sitzung am 19. Dezember 1876 abhielt. Abegg wurde ihr Vorsitzender und blieb es, bis er Danzig verließ. Anschließend wurde er zum ernannt. Auch hierin zeigte sich das Ansehen Abeggs in der Provinz Westpreußen, aber auch umgekehrt, die Wirkung, die er auszuüben in der Lage war. Alle Mitglieder der Naturforschenden Gesellschaft, die Ärzte waren, gehörten der Sektion an. 1890 konnte diese zu einem Verein der Ärzte Westpreußens ausgestaltet werden. Wirtschaftlich unabhängig, konnte Abegg seinen sozialen Neigungen nachgeben und wohltätige oder gemeinnützige Veranstaltungen fördern. Er schuf schließlich die Abegg-Stiftung zur Einrichtung gesunder Familienwohnungen für Arbeiter und kleine Handwerker. Ihren Aufsichtsrat führte er mit großem Einsatz und Erfolg. Auch die Einrichtung der Kinderheilstätte in Zoppot ging auf das unermüdliche Arbeiten Abeggs zurück. Am 2. Juni 1898 (Matrikel-Nr. 3107) wurde er zum Mitglied der Leopoldina gewählt. Anfang 1900 erlitt er einen Schlaganfall. Mit seiner Frau zog er nach Wiesbaden, in die Nähe seines Sohnes. Im Herbst starb er mit 74 Jahren. Seine Münzsammlung vermachte er der Provinz Westpreußen. Sie ging 1929 an das Staatliche Landesmuseum im Äbtepalast zu Oliva über.

## Ehrungen
- Geheimer Medizinalrat[5]
- Geheimer Sanitätsrat[5]
- Ehrenmitglied des Ärztlichen Vereins zu Danzig[5]
- Ehrenbürger der Stadt Danzig, anlässlich des 50-jährigen Doktorjubiläums am 2. Juni 1898[5]

## Werke
- Über Luftreinigung in Krankenhäusern. Casper’s Vierteljahrsschrift. 1860.
- Bericht über die Hebammen-Lehranstalt von 1819 bis 1868. Danzig. 1869.
- Beiträge zur Geburtshülfe und Gynaekologie. Danzig Berlin 1873, 1882.
- Über Rettungsmittel bei Verblutungsgefahr. Schriften der NFG, Band III, H. 4. 1875.
- Die wichtigsten Neuerungen in der Krankenbehandlung. Schriften Band IV, H. 1. 1876.